# Sport Club Tangará
Sport Club Tangará foi uma agremiação esportiva da cidade de Tangará da Serra, Mato Grosso. Suas cores eram o verde, branco e vermelho. Mandava seus jogos no Estádio Municipal Mané Garrincha com capacidade para 4 mil pessoas.

## História
O clube disputou o Campeonato Mato-Grossense de Futebol quatro vezes entre 2004 e 2009. Sua melhor campanha foi no estadual de 2005 quando terminou na 10ª posição. O clube é conhecido pela goleada sofrida de 14 a 0 pelo Mixto. A torcida de Tangará da Serra, que é apaixonada por futebol, sempre apoiou a equipe nos jogos dentro de casa e logo após o rebaixamento e confusões por parte da diretoria, o clube ficou sem nenhum apoio e após o estadual de 2009 e da segunda divisão estadual de 2009 o clube encerrou as suas atividades.

## Estatísticas

### Participações
| Competição  | Competição                | Temporadas | Melhor campanha     | Estreia | Última | P | R |
| Mato Grosso | Campeonato Mato-Grossense | 4          | 10ª colocado (2005) | 2004    | 2009   | – | 1 |
| Mato Grosso | 2ª Divisão                | 1          | 6ª colocado (2009)  | 2009    | 2009   | – | – |